# Dewa 19
Dewa 19 (dawniej Dewa) – indonezyjski zespół rockowy z Surabai, istniejący w latach 1986–2011. 
Grupa powstała w 1986 roku, kiedy wszyscy muzycy byli jeszcze uczniami gimnazjum. Formacja urosła do rangi ikony indonezyjskiej sceny muzycznej. 
Skład zespołu przedstawiał się następująco: Ahmad Dhani (klawisze), Andra Junaidi (gitara), Agung Yudha (perkusja), Yuke Sampurna (gitara basowa) i Once Mekel (wokal). Na przestrzeni lat dochodziło do wielu zmian w składzie, aż ostatecznie grupa została rozwiązana w 2011 roku.
Na swoim koncie mają nagrody BASF i AMI. Ich album Bintang Lima (2000) był jednym z najlepiej sprzedających się albumów w Indonezji, gdzie osiągnął sprzedaż w nakładzie 2 milionów. Album Terbaik Terbaik (1995) uplasował się na miejscu 26. w zestawieniu 150 najlepszych albumów indonezyjskich, ogłoszonym na łamach magazynu „Rolling Stone”. Utwór „Cukup Siti Nurbaya” został uwzględniony na pozycji 20. pośród 150 indonezyjskich utworów wszech czasów.

## Dyskografia[7]
Albumy studyjne
- 1992: Dewa 19
- 1994: Format Masa Depan
- 1995: Terbaik Terbaik
- 1997: Pandawa Lima
- 2000: Bintang Lima
- 2002: Cintailah Cinta
- 2004: Laskar Cinta
- 2006: Republik Cinta
- 2007: Kerajaan Cinta

Kompilacje
- 1999: The Best Of Dewa 19
- 2008: The Best Of Republik Cinta Artists Vol. 1
- 2009: The Best Of Republik Cinta Artists Vol. 2

Albumy koncertowe
- 2004: Atas Nama Cinta I & II
- 2005: Dewa Live in Japan